# Biedronka

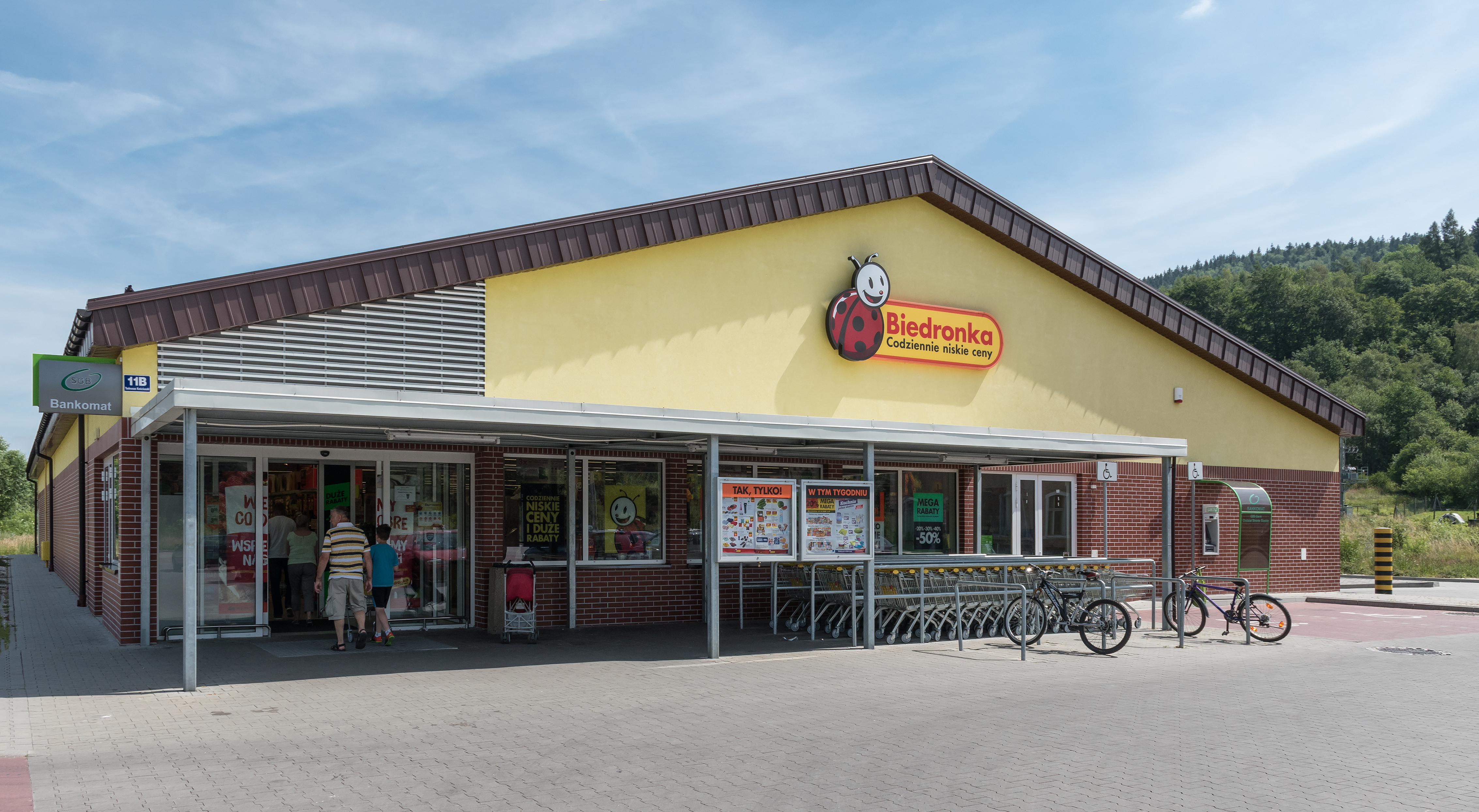
Eine Filiale des Unternehmens in Stronie Śląskie

Biedronka (deutsch Marienkäfer) ist eine polnische Lebensmittelkette, die zur international tätigen portugiesischen Unternehmensgruppe Jerónimo Martins gehört. Mit 3130 Filialen und über 70.500 Beschäftigten war Biedronka im Jahr 2018 die größte Supermarktkette und das zweitgrößte Unternehmen in Polen. Auch die polnische Drogeriekette Hebe gehört zu Jerónimo Martins.

## Geschäftsentwicklung
Die Kette wurde 1995 von Mariusz Świtalski gegründet und 1998 von Jerónimo Martins übernommen; die damalige Zahl von 243 Filialen ist seither auf über 3130 gewachsen.
Im Jahr 2018 hatte Biedronka über 11,9 Milliarden Euro umgesetzt. Der Kreditversicherer Coface stufte im Jahr 2019 Jeronimo Martins Polska in Mittelosteuropa vom Umsatz her als viertgrößtes Unternehmen ein. Geschäftsführer ist Luís Araujo. 2015 waren 68 % des Angebotes an schnelldrehenden Gütern (Fast Moving Consumer Goods, FMCG) im Biedronka-Sortiment polnischer Herkunft. Seit Anfang 2009 bietet Biedronka unter der Marke tuBiedronka auch Mobiltelefonie-Dienste der Polska Telefonia Cyfrowa zu Prepaid-Telefontarifen an.

## Kritik
Biedronka war 2005 mit 11.000 Beschäftigten der neuntgrößte Arbeitgeber Polens und stand für – durch Arbeitsinspektionen bestätigte – schlechte Arbeitsbedingungen in der Kritik. Es wurde ein Verein ins Leben gerufen, der die Interessen ehemaliger und aktueller Biedronka-Beschäftigten vertritt (polnisch Stowarzyszenie Poszkodowanych przez Wielkie Sieci Handlowe Biedronka). Er machte das Unternehmen – mit ärztlicher Bestätigung – für den Tod einer Arbeiterin im Jahre 2003 verantwortlich. Der Druck des Vereins führte zu einer 20-prozentigen Lohnerhöhung. Besonderes öffentliches Interesse bestand an dem Kampf einer Filialmanagerin für die Bezahlung von 2.600 Überstunden. Ihre Geschichte wurde am 25. Februar 2005 in der New York Times veröffentlicht. Für die Kette wurde deshalb von der Gewerkschaft Solidarność im Mai 2004 eine eigene Abteilung eingerichtet. Seit 2018 zahlt Biedronka Verkäuferinnen ein Startgehalt von 2650 Złoty brutto, das sich innerhalb von drei Jahren auf 2950 Złoty brutto entwickelt. Die Führungskräfte in den Märkten fangen je nach Erfahrung und Standort mit 3050 bis 4000 Złoty brutto an.

## Marke
Der Name „Biedronka“ mit dem Motto „Codziennie niskie ceny“ (Täglich niedrige Preise) ist das polnische Wort für Marienkäfer, der stilisiert auch das Logo darstellt. Biedronka ist eine der bekanntesten Marken in Polen.

## Jumbo
Unter dem Namen Jumbo betrieb die Unternehmensgruppe Jerónimo Martins zwischen 1996 und 2002 fünf SB-Warenhäuser in Posen (drei Filialen), Łódź und Bydgoszcz. Die Märkte wurden zwischen 1996 und 2000 erbaut, wobei die größten über eine durchschnittliche Verkaufsfläche von 7.800 m² verfügten. Als erster Markt eröffnete im November 1996 ein Standort in Franowo im Osten Posens. Der Markt in Łódź wurde 1998 eröffnet, verfügte über eine Verkaufsfläche von 7.000 m² und setzte jährlich 60 Millionen Złoty um. Der geschätzte Jahresumsatz aller Häuser lag bei 75 Millionen Euro. Ende März 2002 war darüber berichtet worden, dass die Märkte an den französischen Händler E.Leclerc verkauft und der Verkauf innerhalb der folgenden drei Wochen abgeschlossen sein sollte. Am 27. August 2002 verkündete man mit Ahold Polska, dem damaligen Tochterunternehmen des niederländischen Ahold-Konzerns, einen Käufer gefunden zu haben. Die Transaktionssumme belief sich auf 20 Millionen Euro. Der Verkauf wurde zum 1. November 2002 wirksam. In Folge wurden die Märkte auf die Ahold-Vertriebslinie Hypernova umgeflaggt. So wurden die Jumbo-Märkte zum 31. Oktober 2002 geschlossen und am 15. November 2002 als Hypernova neueröffnet.